# Кинзебулатовское шоссе
Кинзебулатовское шоссе — шоссе в восточной части города Ишимбая, одна из важнейших магистралей, связывающая с Ишимбайским районом. Назван по селу Кинзебулатово, в окрестностях которого в 1944 году было открыто крупное нефтяное месторождение, к которому потребовалось организовать транспортный поток. С активной застройкой Ишимбая дорога преобразовалась в шоссе.

## Официальные данные
Почтовый индекс 453211. Код ОКАТО 80420000000. Жилых домов нет.

## Описание
До поворота на село Верхотор Кинзебулатовское шоссе обслуживается МУП «Асфальтобетонный завод» (уборка снега, ямочный ремонт).
Начинается с пересечения улиц Богдана Хмельницкого и Машиностроителей. По направлению в Кинзебулатово пересекается с улицами Докучаева, Молодёжной, Булата Рафикова (с левой стороны шоссе).
На левой стороне расположены: гаражная застройка, АЗС. До 1980-х с левой стороны Кинзебулатовского шоссе находились сады.
Правая сторона Кинзебулатовское шоссе почти не изменялось, по сравнению с левой. На ней находятся гаражная застройка, кладбище, ГРП, сады.
ГРП находится на 2-м километре, от которой планируется в 2013—2014 гг. строительство водовода Ø 300 мм от дороги на микрорайон Нефтяник
К шоссе примыкает центральное кладбище.

## Промышленные объекты
- Кинзебулатовское шоссе, 7 — ООО «Производственно-торговая компания „Технические ресурсы“»[15]
- Кинзебулатовское шоссе, 17 — Ишимбайский филиал ООО «Баштехконтроль»[16], единственный официальный пункт технического осмотра с 2012 года[17]